# Tomisaburo Wakayama
Tomisaburo Wakayama (japansk: 若山 富三郎, Wakayama Tomisaburō) (1. september 1929 – 2. april 1992) født Masaru Okumura, var en japansk skuespiller, kendt for rollen Ogami Ittō som ronin (kriger) i seks Lone Wolf and Cub samurai film.
Wakayama blev født den 1. september 1929, i Fukagawa, et distrikt i Tokyo, Japan. For at kunne varetage sine roller fordybede Wakayama sig blandt andet i kendo (japansk fægtning). Wakayama blev filmstjerne i flere film med forskellige roller.
Wakayama døde af hjertesvigt den 2. april 1992 på et hospital i Kyoto, Japan.

## Filmbiografi
Wakayama optrådte blandt andet i følgende film:

### 1955–1969
| - Gyakushu orochimaru (1955) - Rage (1959) - Fukaku hichô (1959) - Jirochô kesshôki: Nagurikomi kôjinyama (1960) - Megitsune henge (1961) - Tekka Daimyo ("Lord of Steel Heart") (1961) - Ghost of Oiwa (1961) - The Tale of Zatoichi Continues - Ninja 1 (1962) - Love for a Mother (1962) - Sleepy Eyes of Death: The Chinese Jade (1963) - Teuchi (1963) - Ninja 2 (1963) - Ninja 3 (1963) - Zatoichi and the Chest of Gold (1964) - Sleepy Eyes of Death: Sword of Seduction (1964) - Ninja 4 (1964) - Virgin Witnessed (1966) - A Brave Generous Era (1966) - Fraternal Honor: Three Brothers of Kanto (1966) | - Bakuchiuchi ("The Gambler) (1967) - Hokkai yûkyôden (1967) - Hibotan bakuto ("Red Peony Gambler") (1968) - Kyôdai jingi gyakuen no sakazuki (1968) - Yôen dokufu-den hannya no ohyaku (1968) - Bakuto retsuden (1968) - Kaettekita gokudo (1968) - Ballad of Murder (1968) - Wicked Priest (1968) - Nunnery Confidential (1968) - Bakuchi-uchi: Socho tobaku (1968) - Gendai yakuza: Yotamono no okite (1968) - Memoir of Japanese Assassins (1969) - Tabi ni deta gokudo (1969) - Boss (1969) - Nihon jokyo-den: Kyokaku geisha (1969) - Nihon ansatsu hiroku (1969) - Red Peony: The Hanafuda Game (1969) - Matteita gokudo (1969) - Gokudô bôzu: Nenbutsu hitokiri tabi (1969) |

### 1970–1979
| - Blind Yakuza Monk (1970) - Bakuchi-uchi: Nagaremono (1970) - Underground Syndicate (1970) - Shiruku hatto no ô-oyabun (1970) - Shiruku hatto no ô-oyabun: Chobi-hige no kuma (1970) - Thugs of Shinjuku (1970) - Gokuaku bozu nenbutsu sandangiri (1970) - Gokudo Kamagasaki ni kaeru (1970) - Gokudo kyojo tabi (1970) - Hakurai jingi: Kapone no shatei (1970) - Nihon boryoku-dan: Kumicho kuzure (1970) - Saigo no tokkôtai (1970) - A Boss with the Samurai Spirit (1971) - Gamblers in Okinawa (1971) - Bakuto kirikomi-tai (1971) - Boryokudan sai buso (1971) - Kizudarake no seishun (1971) - Nippon akuninden (1971) - Nihon yakuza-den: Sôchiyô e no michi (1971) - Bakuchi-uchi: Inochi-huda (1971) - Cherry Blossom Fire Gang (1972) | - Lone Wolf and Cub: Sword of Vengeance (1972) - Lone Wolf and Cub: Baby Cart at the River Styx (1972) - Lone Wolf and Cub: Baby Cart to Hades (1972) - Lone Wolf and Cub: Baby Cart in Peril (1972) - Lone Wolf and Cub: Baby Cart in the Land of Demons (1973) - Kamagasaki gokudo (1973) - ESPY (1974) - Lone Wolf and Cub: White Heaven in Hell (1974) - Datsugoku Hiroshima satsujinshû (1974) - Gokudo VS furyô banchô (1974) - Gokudo VS Mamushi (1974) - Bôryoku kinmyaku (1975) - Devil's Bouncing Ball Song (1977) - Edogawa Rampo no injû (1977) - Torakku yarô: Otoko ippiki momojirô (1977) - Sugata Sanshiro (1977) - Hi no Tori ("The Phoenix") (1978) - The Bad News Bears Go to Japan (1978) - Oh My Son (1979) - Distant Tomorrow (1979) |

### 1980–1991
| - Shogun Assassin (1980) - The Gate of Youth ("The Gate of Youth") (1981) - Samurai Reincarnation (1981) - Flames of Blood (1981) - Conquest (1982) - The Shootout (1982) - Irezumi: Spirit of Tattoo (1982) - Theater of Life ("Theater of Life") (1983) | - Shôsetsu Yoshida gakko (1983) - Hakujasho (1983) - Story of the Yamashita Boy (1985) - Ningen no yakusoku ("A Promise") (1986) - Shinran: Shiroi michi ("Shinran: Path to Purity") (1987) - Black Rain (1989) - Jotei: Kasuga no tsubone (1990) - Checkmate (1991) |